# 2012년 대한민국의 영화
다음은 2012년에 대한민국의 영화에 관한 서술한다.

## 박스 오피스
2012년 대한민국 내에서 개봉한 영화를 대상으로 한 대한민국 박스오피스 순위이다.
| 순위 | 제목                                 | 개봉일자  | 매출액 (원)    | 관객수 (명) | 비고 |
| ---- | ------------------------------------ | --------- | -------------- | ----------- | ---- |
| 1    | 《도둑들》                           | 7월 25일  | 93,664,808,500 | 12,983,178  |      |
| 2    | 《광해, 왕이 된 남자》               | 9월 13일  | 88,899,448,769 | 12,319,390  |      |
| 3    | 《어벤져스》                         | 4월 26일  | 59,557,853,478 | 7,074,867   |      |
| 4    | 《늑대소년》                         | 10월 31일 | 46,590,107,000 | 6,654,390   |      |
| 5    | 《다크 나이트 라이즈》               | 7월 19일  | 47,644,838,000 | 6,396,528   |      |
| 6    | 《바람과 함께 사라지다》             | 8월 8일   | 34,614,651,161 | 4,909,937   |      |
| 7    | 《어메이징 스파이더맨》              | 6월 28일  | 41,163,951,235 | 4,853,123   |      |
| 8    | 《범죄와의 전쟁: 나쁜놈들 전성시대》 | 2월 2일   | 36,538,823,500 | 4,719,872   |      |
| 9    | 《내 아내의 모든 것》                | 5월 17일  | 34,223,620,500 | 4,598,821   |      |
| 10   | 《연가시》                           | 7월 5일   | 32,175,400,664 | 4,515,833   |      |

## 이벤트 및 수상

### 1분기
- 제3회 올해의 영화상

### 2분기
- 제48회 백상예술대상
- 제13회 전주국제영화제

### 3분기
- 제16회 부천국제판타스틱영화제

### 4분기
- 제17회 부산국제영화제
- 제21회 부일영화상
- 제49회 대종상 영화제
- 제32회 한국영화평론가협회상
- 제33회 청룡영화상
- 제9회 제주영화제
- 제12회 부산영화평론가협회상
- 제12회 올해의 여성영화인상
- 제14회 올해의 독립영화상
- 제12회 디렉터스 컷 시상식
- 송년호 발행 : 씨네21 영화상

## 같이 보기
- 2012년 영화
- 대한민국의 영화